# Comuna Domantivka, Skvîra
Domantivka (în ucraineană Домантівка) este o comună în raionul Skvîra, regiunea Kiev, Ucraina, formată din satele Domantivka (reședința), Iamî și Kvitneve.

## Demografie
Componența lingvistică a comunei Domantivka
     Ucraineană (98,41%)
     Rusă (1,59%)
Conform recensământului din 2001, majoritatea populației comunei Domantivka era vorbitoare de ucraineană (98,41%), existând în minoritate și vorbitori de rusă (1,59%).